# Lee Rogers Berger
Lee Rogers Berger (sinh 22 tháng 12 năm 1965) là một nhà cổ nhân loại học, nhà nhân chủng học và nhà nhân chủng học được biết tới vì phát hiện Australopithecus sediba, ttrong một cuộc khai quật tại hang Rising Star, công trình nghiên cứu của ông về kết câu cơ thể Australopithecus africanus và Thuyết con mồi chim Taung và tìm thấy di chỉ của tông Người Homo naledi.